# Han Jian
Han Jian (en chino: 韩健; 6 de julio de 1956) es un deportista chino que compitió en bádminton, en la modalidad individual.
Ganó dos medallas en el Campeonato Mundial de Bádminton, oro en 1985 y bronce en 1983.

## Palmarés internacional
| Campeonato Mundial | Campeonato Mundial     | Campeonato Mundial | Campeonato Mundial |
| Año                | Lugar                  | Medalla            | Prueba             |
| ------------------ | ---------------------- | ------------------ | ------------------ |
| 1983               | Copenhague (Dinamarca) | Medalla de bronce  | Individual         |
| 1985               | Calgary (Canadá)       | Medalla de oro     | Individual         |